# Sydney McLaughlin-Levrone
Sydney McLaughlin-Levrone (ur. 7 sierpnia 1999 w New Brunswick) – amerykańska lekkoatletka specjalizująca się w biegach sprinterskich i płotkarskich. Rekordzistka świata w biegu na 400 metrów przez płotki, czterokrotna mistrzyni olimpijska.
W 2015 zdobyła złoty medal w biegu na 400 metrów przez płotki podczas mistrzostw świata juniorów młodszych w Cali. W 2016 w tej samej konkurencji zajęła 17. miejsce na igrzyskach olimpijskich. Złota i srebrna medalistka mistrzostw świata w Dosze (2019).
W 2021 zdobyła złoty medal igrzysk olimpijskich w Tokio, ustanawiając nowy rekord świata w biegu na 400 metrów przez płotki (51,46). Kilka dni później McLaughlin weszła w skład amerykańskiej sztafety 4 × 400 metrów, która zdobyła olimpijskie złoto. W 2022 została mistrzynią świata w biegu na 400 metrów przez płotki dzięki rezultatowi czasowemu 50,68 – tym samym ustanowiła nowy rekord świata w tejże konkurencji (poprzedni rekord świata to 51,41 również autorstwa McLaughlin-Levrone). Nowy rekord świata ustanowiła 8 sierpnia 2024 roku na Letnich Igrzyskach Olimpijskich w Paryżu w czasie 50,37.
Złota medalistka mistrzostw USA. Stawała na najwyższym stopniu podium mistrzostw NCAA.

## Osiągnięcia
| Rok  | Impreza                               | Miejsce        | Konkurencja                     | Lokata     | Wynik   |
| ---- | ------------------------------------- | -------------- | ------------------------------- | ---------- | ------- |
| 2015 | Mistrzostwa świata juniorów młodszych | Cali           | bieg na 400 metrów przez płotki | 1. miejsce | 55,94   |
| 2016 | Igrzyska olimpijskie                  | Rio de Janeiro | bieg na 400 metrów przez płotki | półfinał   | 56,22   |
| 2019 | Mistrzostwa świata                    | Doha           | bieg na 400 metrów przez płotki | 2. miejsce | 52,23   |
| 2019 | Mistrzostwa świata                    | Doha           | sztafeta 4 × 400 metrów         | 1. miejsce | 3:18,92 |
| 2021 | Igrzyska olimpijskie                  | Tokio          | bieg na 400 metrów przez płotki | 1. miejsce | 51,46   |
| 2021 | Igrzyska olimpijskie                  | Tokio          | sztafeta 4 × 400 metrów         | 1. miejsce | 3:16,85 |
| 2022 | Mistrzostwa świata                    | Eugene         | bieg na 400 metrów przez płotki | 1. miejsce | 50,68   |
| 2022 | Mistrzostwa świata                    | Eugene         | sztafeta 4 × 400 metrów         | 1. miejsce | 3:17,79 |
| 2024 | Igrzyska olimpijskie                  | Paryż          | bieg na 400 metrów przez płotki | 1. miejsce | 50,37   |
| 2024 | Igrzyska olimpijskie                  | Paryż          | sztafeta 4 × 400 metrów         | 1. miejsce | 3:15,27 |

## Rekordy życiowe

### Stadion
- bieg na 400 metrów przez płotki – 50,37 (8 sierpnia 2024, Paryż) rekord świata
  - w 2018 ustanowiła aktualny rekord świata juniorów (52,75)
- bieg 300 metrów przez płotki – 38,90 (2017)
- bieg na 100 metrów przez płotki – 12,65 (2021)
- bieg na 400 metrów – 48,74 (2023)
- bieg na 200 metrów – 22,07 (2024)
- bieg na 100 metrów – 11,07w (2018)

### Hala
- bieg na 60 metrów – 7,33 (2023)
- bieg na 60 metrów przez płotki – 8,17 (2015)
- bieg na 400 metrów – 50,36 (2018)
- bieg na 300 metrów – 36,12 (2017)
- bieg na 200 metrów – 22,68 (2018)

W 2016 zawodniczka ustanowiła z czasem 54,15 nieoficjalny rekord świata juniorów młodszych w biegu na 400 metrów przez płotki.

## Życie prywatne
W maju 2022 poślubiła Andre Levrone’a.
Jest gorliwą chrześcijanką przypisującą swoje osiągnięcia Bogu. Razem z mężem są członkami ewangelikalnego megakościoła, o nazwie Grace Community Church w Los Angeles. 